# Automeris randa
Espèce
Automeris randa est une espèce de papillon de la famille des Saturniidae.